# Bill Wurtz
William James "Bill" Wurtz II (Estados Unidos, 8 de dezembro de 1989) é um criador de vídeos, músico e multi-instrumentista norte-americano.

## Introdução
Wurtz é conhecido pelo seu estilo característico, incluindo músicas com frases curtas, junto com vídeos coloridos e surrealistas.

## Popularidade
Wurtz é mais conhecido por um de seus vídeos, History of Japan (História do Japão, em tradução livre), cujo upload no Youtube foi feito no dia 2 de fevereiro de 2016. Ele se tornou viral depois de seu lançamento, acumulando um total de 1,7 milhão de visualizações em dois dias.
O vídeo é um leve documentário histórico que conta a história do Japão a partir de 40.000 A.C. até a era moderna. Ele tem sido criticado por não se aprofundar na explicação de certos crimes de Guerra cometidos pelo país durante a segunda Guerra Mundial, tais como o massacre de Nanquim. 
Em 10 de maio de 2017, Wurtz lançou uma continuação chamada History of the Entire World, I Guess (História do Mundo Inteiro, Eu Acho em português). O vídeo cobre a história do mundo do Big Bang até os dias presentes. Ele se tornou viral depois de seu lançamento, acumulando um total de 2,8 milhões de visualizações em 12 horas.
Além de seu canal no Youtube (Bill Wurtz - 5,21 milhões de inscritos) Bill também tem uma conta no site (extinto) Vine (@billwurtz - 154.7k seguidores), um perfil no Twitter (@billwurtz - 249 mil seguidores), um perfil no Instagram (@notbillwurtz - 12.450 seguidores) e um website: www.billwurtz.com.

## Prémios
- Em 11 de abril de 2016, Wurtz ganhou o Shorty Award na categoria "estranho" em Melhores da Tecnologia e Inovação.[7]